# Bahnstrecke Hanušovice–Głuchołazy
| Kursbuchstrecke (SŽ): | 292                  |                                                 |                                                 |
| Streckenlänge: | 57,150 km            |                                                 |                                                 |
| Spurweite: | 1435 mm (Normalspur) |                                                 |                                                 |
| Streckenklasse: | C4                   |                                                 |                                                 |
| Maximale Neigung: | 33 ‰                 |                                                 |                                                 |
| Streckengeschwindigkeit: | 50 km/h              |                                                 |                                                 |
| |                      |                                                 |                                                 |
| \| \| \| von (Olomouc–) Šternberk \| \| \| \| 0,000 \| Hanušovice früher Hannsdorf \| Hanušovice früher Hannsdorf \| \| \| \| nach Lichkov und nach Staré Město pod Sněžníkem \| \| \| \| \| Morava \| \| \| \| 3,191 \| Potůčník \| Potůčník \| \| \| 6,277 \| Jindřichov na Moravě früher Heinrichsthal \| Jindřichov na Moravě früher Heinrichsthal \| \| \| 8,799 \| Nové Losiny früher Neu Ullersdorf \| Nové Losiny früher Neu Ullersdorf \| \| \| 12,445 \| Branná früher Goldenstein \| Branná früher Goldenstein \| \| \| 18,094 \| Ostružná früher Spornhau \| Ostružná früher Spornhau \| \| \| 20,139 \| Ramzová früher Ramsau \| Ramzová früher Ramsau \| \| \| 26,534 \| Horní Lipová früher Ober Lindewiese \| Horní Lipová früher Ober Lindewiese \| \| \| 29,150 \| Horní Lipová zastávka \| Horní Lipová zastávka \| \| \| 31,082 \| Lipová Lázně früher Nieder Lindewiese \| Lipová Lázně früher Nieder Lindewiese \| \| \| \| nach Bernartice u Javorníka \| \| \| \| 33,315 \| Lipová Lázně zastávka \| Lipová Lázně zastávka \| \| \| 35,746 \| Jeseník früher Freiwaldau-Gräfenberg \| Jeseník früher Freiwaldau-Gräfenberg \| \| \| 39,130 \| Česká Ves früher Böhmischdorf \| Česká Ves früher Böhmischdorf \| \| \| 40,325 \| Česká Ves bazén \| Česká Ves bazén \| \| \| 43,655 \| Písečná u Jeseníku früher Sandhübel-Saubsdorf \| Písečná u Jeseníku früher Sandhübel-Saubsdorf \| \| \| 45,037 \| Hradec-Nová Ves früher Gröditz \| Hradec-Nová Ves früher Gröditz \| \| \| 48,947 \| Mikulovice u Jeseníku früher Niklasdorf \| Mikulovice u Jeseníku früher Niklasdorf \| \| \| \| nach Zlaté Hory \| \| \| \| \| Buchberg (bis Mai 1945) \| \| \| \| 51,5005,650 \| Staatsgrenze Tschechien–Polen \| Staatsgrenze Tschechien–Polen \| \| \| 2,20 \| Ziegenhals Stadt (bis Mai 1945) \| Ziegenhals Stadt (bis Mai 1945) \| \| \| \| Bělá \| \| \| \| \| von Głuchołazy Zdrój \| \| \| \| \| von Krnov \| \| \| \| 0,000 \| Głuchołazy früher Ziegenhals \| Głuchołazy früher Ziegenhals \| \| \| \| nach Nysa \| \| \| \| \| \| \| \| Frühere Namen Stand 1913. [1][2][3] \| \| \| \| |                      |                                                 |                                                 |
| Strecke |                      | von (Olomouc–) Šternberk                        | von (Olomouc–) Šternberk                        |
| Bahnhof | 0,000                | Hanušovice früher Hannsdorf                     | Hanušovice früher Hannsdorf                     |
| Abzweig geradeaus und nach links |                      | nach Lichkov und nach Staré Město pod Sněžníkem | nach Lichkov und nach Staré Město pod Sněžníkem |
| Brücke über Wasserlauf |                      | Morava                                          | Morava                                          |
| Haltepunkt / Haltestelle | 3,191                | Potůčník                                        | Potůčník                                        |
| Bahnhof | 6,277                | Jindřichov na Moravě früher Heinrichsthal       | Jindřichov na Moravě früher Heinrichsthal       |
| Haltepunkt / Haltestelle | 8,799                | Nové Losiny früher Neu Ullersdorf               | Nové Losiny früher Neu Ullersdorf               |
| Bahnhof | 12,445               | Branná früher Goldenstein                       | Branná früher Goldenstein                       |
| Bahnhof | 18,094               | Ostružná früher Spornhau                        | Ostružná früher Spornhau                        |
| Haltepunkt / Haltestelle | 20,139               | Ramzová früher Ramsau                           | Ramzová früher Ramsau                           |
| Bahnhof | 26,534               | Horní Lipová früher Ober Lindewiese             | Horní Lipová früher Ober Lindewiese             |
| ehemaliger Haltepunkt / Haltestelle | 29,150               | Horní Lipová zastávka                           | Horní Lipová zastávka                           |
| Bahnhof | 31,082               | Lipová Lázně früher Nieder Lindewiese           | Lipová Lázně früher Nieder Lindewiese           |
| Abzweig geradeaus und nach links |                      | nach Bernartice u Javorníka                     | nach Bernartice u Javorníka                     |
| Haltepunkt / Haltestelle | 33,315               | Lipová Lázně zastávka                           | Lipová Lázně zastávka                           |
| Bahnhof | 35,746               | Jeseník früher Freiwaldau-Gräfenberg            | Jeseník früher Freiwaldau-Gräfenberg            |
| Haltepunkt / Haltestelle | 39,130               | Česká Ves früher Böhmischdorf                   | Česká Ves früher Böhmischdorf                   |
| Haltepunkt / Haltestelle | 40,325               | Česká Ves bazén                                 | Česká Ves bazén                                 |
| Bahnhof | 43,655               | Písečná u Jeseníku früher Sandhübel-Saubsdorf   | Písečná u Jeseníku früher Sandhübel-Saubsdorf   |
| Haltepunkt / Haltestelle | 45,037               | Hradec-Nová Ves früher Gröditz                  | Hradec-Nová Ves früher Gröditz                  |
| Bahnhof | 48,947               | Mikulovice u Jeseníku früher Niklasdorf         | Mikulovice u Jeseníku früher Niklasdorf         |
| Abzweig geradeaus und nach rechts |                      | nach Zlaté Hory                                 | nach Zlaté Hory                                 |
| ehemaliger Haltepunkt / Haltestelle |                      | Buchberg (bis Mai 1945)                         | Buchberg (bis Mai 1945)                         |
| Grenze | 51,5005,650          | Staatsgrenze Tschechien–Polen                   | Staatsgrenze Tschechien–Polen                   |
| ehemaliger Haltepunkt / Haltestelle | 2,20                 | Ziegenhals Stadt (bis Mai 1945)                 | Ziegenhals Stadt (bis Mai 1945)                 |
| Brücke über Wasserlauf |                      | Bělá                                            | Bělá                                            |
| Abzweig geradeaus und von links |                      | von Głuchołazy Zdrój                            | von Głuchołazy Zdrój                            |
| Abzweig geradeaus und von rechts |                      | von Krnov                                       | von Krnov                                       |
| Bahnhof | 0,000                | Głuchołazy früher Ziegenhals                    | Głuchołazy früher Ziegenhals                    |
| Strecke |                      | nach Nysa                                       | nach Nysa                                       |
| |                      |                                                 |                                                 |
| Frühere Namen Stand 1913. |                      |                                                 |                                                 |

Die Bahnstrecke Hanušovice–Głuchołazy ist eine Eisenbahnverbindung in Tschechien und Polen, die ursprünglich von der Österreichischen Lokaleisenbahngesellschaft (ÖLEG) als staatlich garantierte Lokalbahn errichtet wurde. Sie zweigt in Hanušovice (Hannsdorf) von der Bahnstrecke Šternberk–Lichkov ab und führt über den Ramzovské sedlo (Ramsauer Sattel; 765 m n.m.) und Jeseník (Freiwaldau) nach Głuchołazy (Ziegenhals). Der Abschnitt über den Ramsauer Sattel ist wegen der komplizierten Trassierung auch als Schlesischer Semmering (Slezský Semmering) bekannt.

## Geschichte
Am 5. März 1885 erhielt die Österreichische Lokaleisenbahn in Prag „das Recht zum Baue und Betriebe einer als normalspurige Localbahn auszuführenden Locomotiveisenbahn von der Station Hannsdorf der Mährischen Gränzbahn über Goldenstein, Lindewiese und Freiwaldau an die Reichsgränze zum Anschlusse an das preußische Eisenbahnnetz in der Richtung nach Ziegenhals“ erteilt. Teil dieser Konzession war zudem die Verpflichtung, auf Verlangen des Staates Zweigbahnen nach Barzdorf und nach Kunzendorf zu erbauen. Für die Fertigstellung der konzessionierten Linie wurde eine Frist von zweieinhalb Jahren ab Konzessionserteilung gesetzt.
Eröffnet wurde die Strecke in zwei Abschnitten am 26. Februar 1888 (Niederlindewiese–Ziegenhals) und 1. Oktober 1888 (Hannsdorf–Niederlindewiese). Bereits am 1. Januar 1889 wurde die Strecke verstaatlicht. Eigentümer und Betreiber waren jetzt die k.k. Staatsbahnen (kkStB). In deren Regie wurde dann auch die Zweigbahn von Niederlindewiese nach Barzdorf realisiert. Die geplante Linie von Sandhübel nach Kunzendorf kam dagegen nicht zur Ausführung.
Nach dem Ersten Weltkrieg traten an deren Stelle die neu gegründeten Tschechoslowakischen Staatsbahnen ČSD.
Nach der Angliederung des Sudetenlandes an Deutschland im Herbst 1938 kam die Strecke zur Deutschen Reichsbahn, Reichsbahndirektion Oppeln. Im Reichskursbuch war die Verbindung nun als KBS 151v Ziegenhals–Hannsdorf enthalten. Nach dem Ende des Zweiten Weltkriegs kam die Strecke wieder vollständig zu den ČSD.
Am 1. Januar 1993 ging die Strecke im Zuge der Auflösung der Tschechoslowakei an die neu gegründeten České dráhy (ČD) über. Seit 2003 gehört sie zum Netz des staatlichen Infrastrukturbetreibers Správa železniční dopravní cesty (SŽDC).

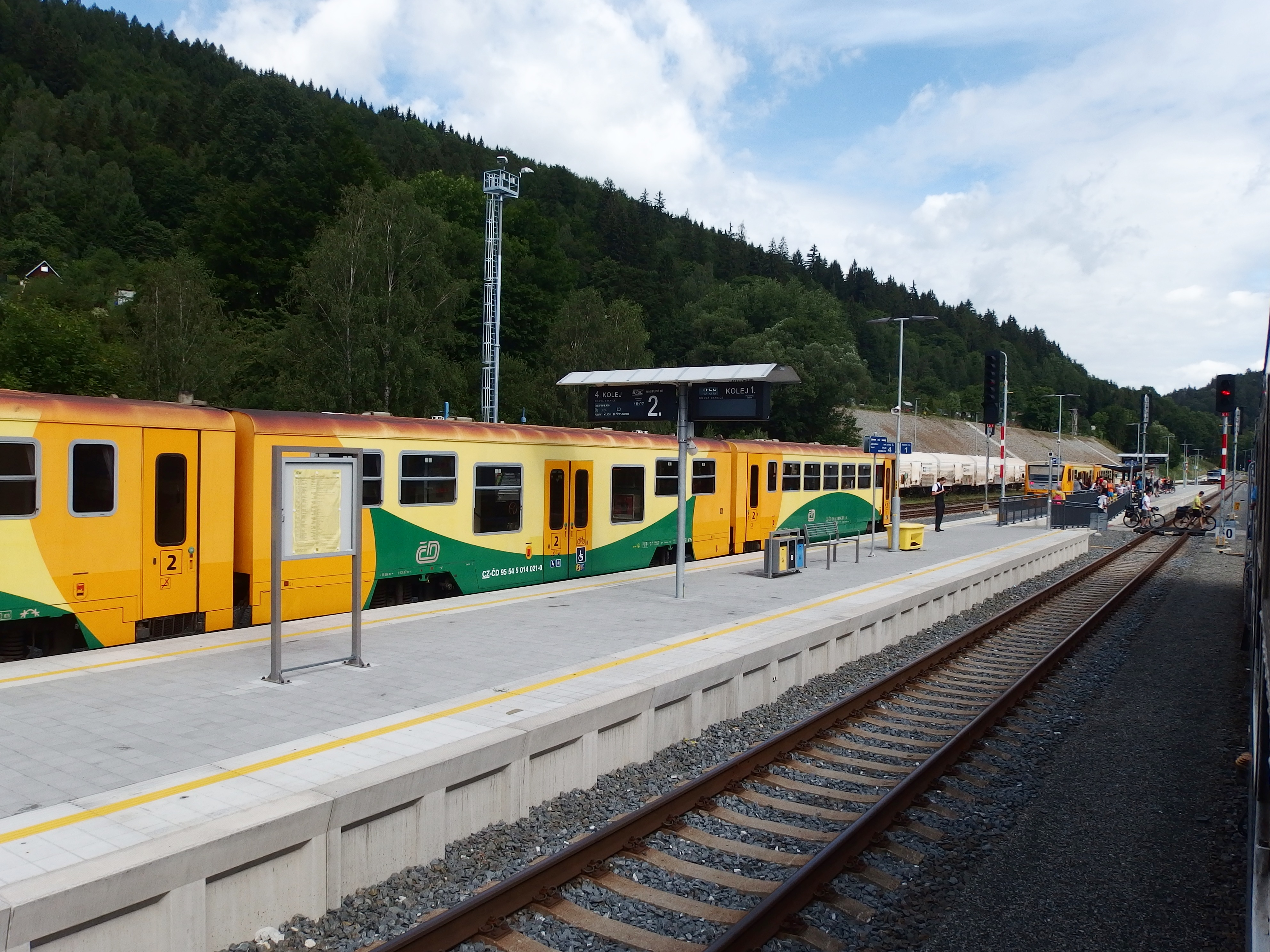
Bahnhof Hanušovice nach der Modernisierung (Juli 2017)

Zwischen Juli 2015 und Juni 2017 wurde der Abschnitt Hanušovice–Jeseník grundlegend modernisiert. Neben den Gleisen wurde auch die Leit- und Sicherungstechnik neu gebaut und alle Wegübergänge mit Blinklicht- bzw. Schrankenanlagen ausgerüstet. Die Bahnsteige erhielten eine einheitliche Systemhöhe von 550 Millimetern über Schienenoberkante. Die Kosten für die Modernisierung betrugen insgesamt 838.854.863 Kč, wovon die Europäische Union 558.156.573 Kč über ein Förderprogramm finanzierte.
Die Elektrifizierung des Abschnittes Hanušovice–Jesenik ist im Rahmen der Dekarbonisierung des Eisenbahnbetriebs bis 2032 vorgesehen.

## Streckenbeschreibung
Bis Ramzová führt die Bahn durch das Tal der Branná und hat auf dem Ramsauer Sattel auf 765 Metern ihren Scheitelpunkt. Danach folgt die Strecke den Flüssen Staříč und Bělá/Biała Głucholaska.